# ハイ・フィデリティ (テレビドラマ)
『ハイ・フィデリティ』（原題: High Fidelity）は、2020年に配信されたアメリカ合衆国のテレビドラマシリーズ。1995年のニック・ホーンビーの小説『ハイ・フィデリティ』を原作とするロマンティックコメディで、レコードショップの女性オーナーのロブの恋愛を描く。出演はゾーイ・クラヴィッツ、ジェイク・レイシー、ダヴァイン・ジョイ・ランドルフなど。アメリカでは2020年2月14日にHuluオリジナル作品として配信された。日本ではHuluからは配信されず、2020年9月にSTARZPLAYから日本語字幕・吹き替え版が配信された。番組は批評家から高く評価されたものの、1シーズンのみで打ち切りとなった。

## あらすじ
レコードショップの女性オーナー･ロブは恋愛が上手くいっていない。ロブは過去の恋愛「失恋トップファイブ」を振り返り、自分の気持ちを整理しようと試みる。

## キャスト

### メイン
ロブ
演 - ゾーイ・クラヴィッツ、吹替 - 吉田麻実
クライド
演 - ジェイク・レイシー、吹替 - 小田柿悠太
シェリース
演 - ダヴァイン・ジョイ・ランドルフ
サイモン
演 - デヴィッド・H・ホームズ

### リカーリング
ラッセル･”マック”・マコーマック
演 - キングズリー・ベン＝アディル
Cameron Brooks
演 - レインボー・フランクス
Nikki Brooks
演 - ナディーン・マルーフ
Blake
演 - エドマンド・ドノバン

## エピソード
| シーズン | シーズン | 話数 | 話数 | 放送期間      | 放送期間      |
| -------- | -------- | ---- | ---- | ------------- | ------------- |
|          | 1        | 10   | 10   | 2020年2月14日 | 2020年2月14日 |

## 製作
2018年4月5日、ディズニーが2000年の映画『ハイ・フィデリティ』のテレビシリーズ化を進めていると報じられた。9月24日、ディズニーは全10話のシーズン1を発注したことを発表した。2019年4月9日、本作がDisney+からHuluに移ったことが発表された。2019年7月頃からブルックリンで撮影が開始された。2020年8月5日、Huluはシーズン1での打ち切りを発表した。

## 評価

### 批評
本作は批評家から高い評価を受けている。批評集積サイトのRotten Tomatoesには70件のレビューがあり、批評家支持率は86%、平均点は10点満点で7.79点となっている。また、Metacriticには28件のレビューがあり、加重平均値は70/100となっている。